# Kvinna i grön dräkt
Kvinna i grön dräkt (tyska: Dame in grüner Jacke) är en oljemålning av den tyske expressionistiske konstnären August Macke. Den målades 1913 och ingår i Museum Ludwigs samlingar i Köln. 
Macke var en förgrundsgestalt inom det tyska och europeiska konstnärslivet på 1910-talet och uppehöll sig ofta i Paris där han influerades av impressionismen, Henri Matisses fauvism, Pablo Picassos kubism, den italienska futurismen och Robert Delaunays orfism. Han utvecklade en självständig expressionism, ytmässigt förenklad och med rena, klara färger. Hans bilder föreställer ofta ansiktslösa modedockslika människor i stads- eller parkmiljö. 
Under en period 1913–1914 var Macke och hans familj bosatta i Hilterfingen vid Thunsjön i Schweiz. Där hade Macke en av sina mest kreativa perioder och förutom Kvinna i grön dräkt tillkom bland annat Kvinna med parasoll framför en hattbutik. Han hade redan tidigare målat motiv med flanerande människor (Promenad på bron, 1912), men det var när han kom till Schweiz som det stora flertalet och de främsta tillkom (även Människor vid den blå sjön och Promenad, båda 1913). Mest berömd är möjligen Kvinna i grön dräkt, en kvadratisk (44 x 43,5 cm) målning som uppvisar ett mycket känsligt och harmoniskt arrangemang av form och färg; färgskiftningarna lyser mjukt innanför de starka formerna, vilka skapar ytor av ljus som talar till känslan.

## Galleri

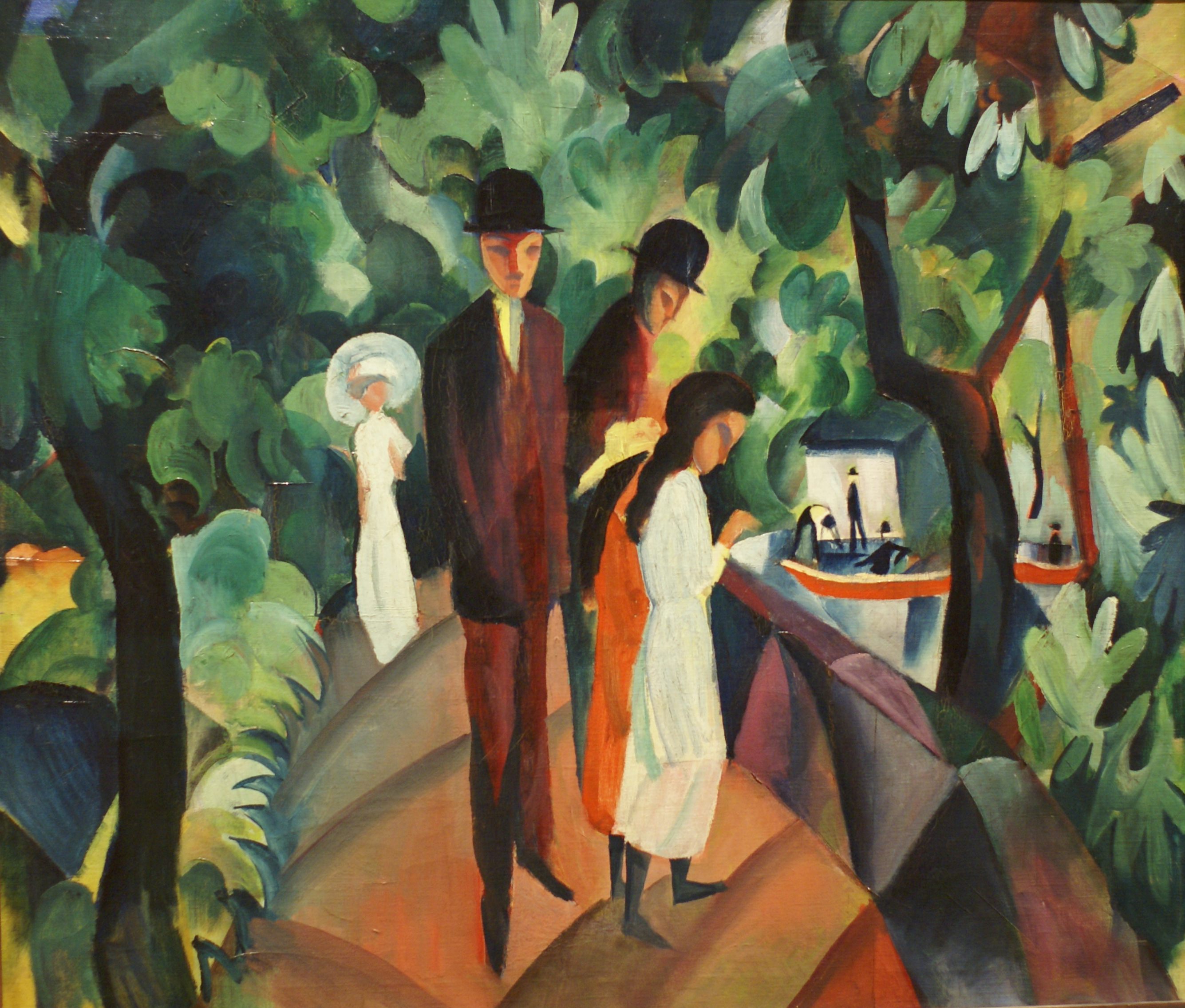
Promenad på bron (Spaziergang auf der Brücke, 1912), Hessisches Landesmuseum Darmstadt.
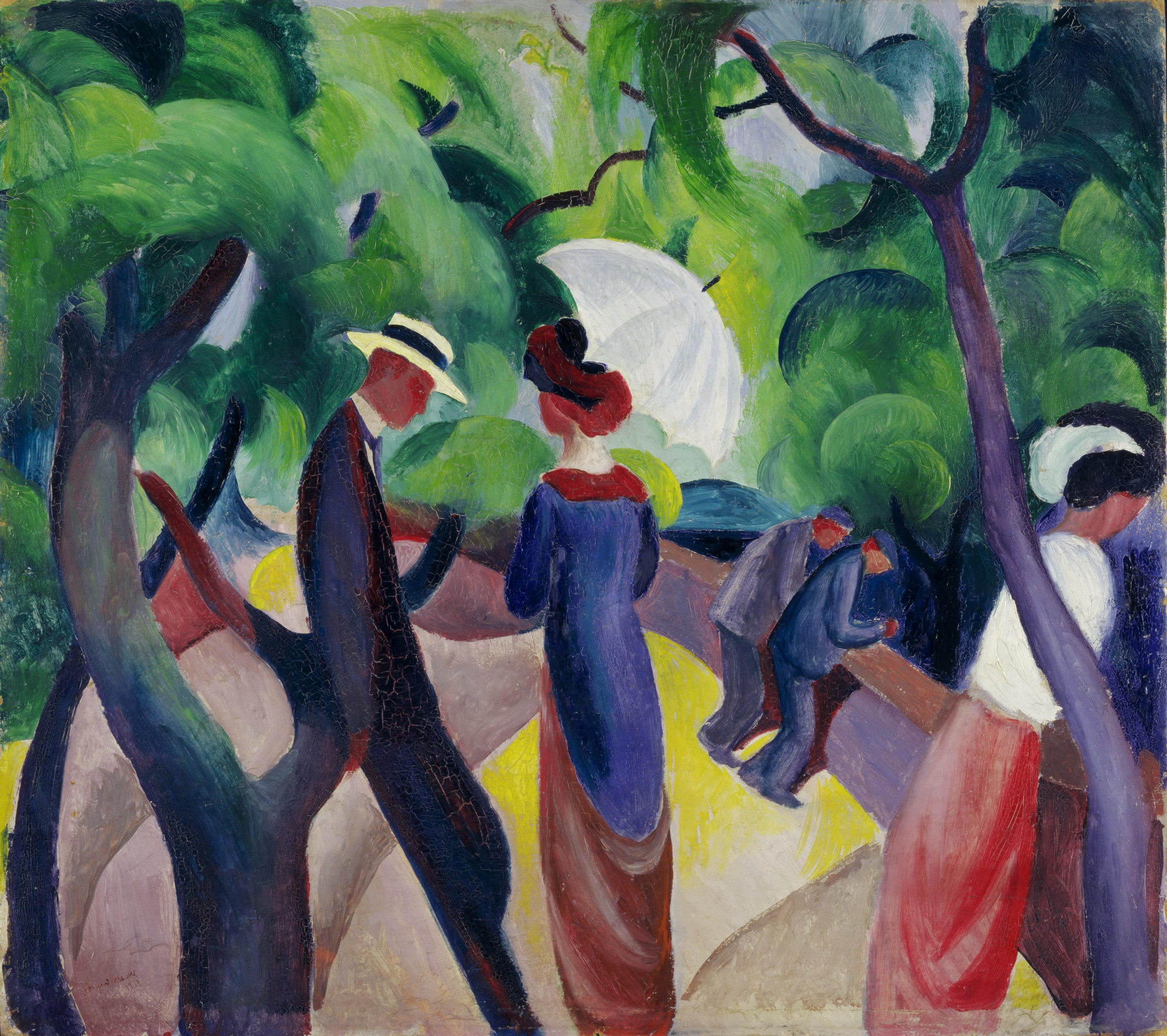
Promenad (1913), Städtische Galerie im Lenbachhaus
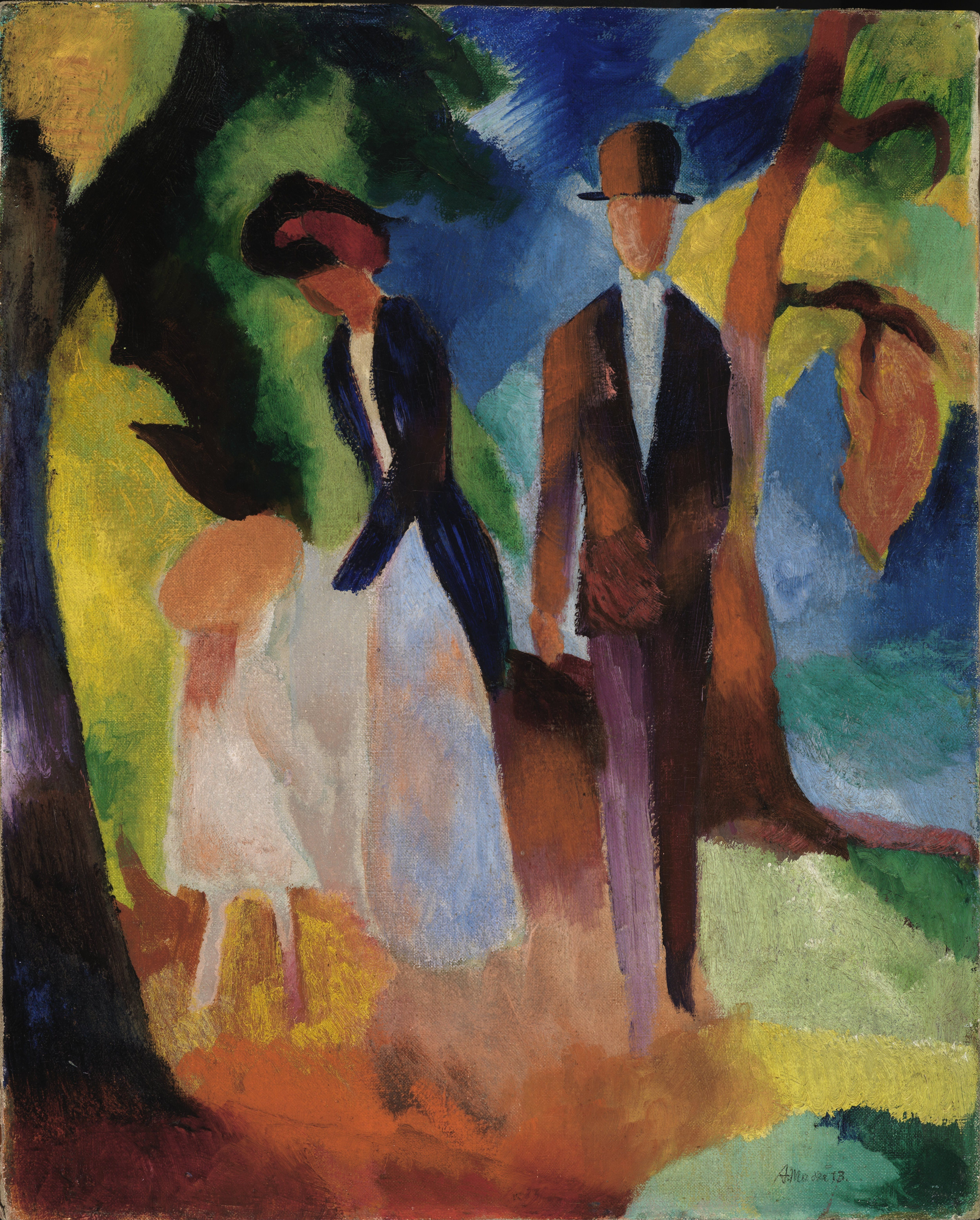
Människor vid den blå sjön (Leute am blauen See, 1913), Staatliche Kunsthalle Karlsruhe.